# Céleste Albaret
Pour les articles homonymes, voir Albaret.
Céleste Albaret, née Augustine Célestine Gineste le 17 mai 1891 à Auxillac (Lozère) et morte le 25 avril 1984 à Méré (Yvelines), est la servante dévouée de Marcel Proust.

## Biographie
Céleste Albaret voit le jour à Auxillac, en Lozère, le 17 mai 1891 de Célestine Privat, domestique, et Sylvain Gineste, un meunier. Le 28 mars 1913, à Auxillac, Céleste épouse Jean Joseph Marie Odilon Albaret, né à La Canourgue et chauffeur d'automobile installé à Paris. Elle monte donc dans la capitale rejoindre son mari chauffeur de taxi avec Marcel Proust comme client régulier. En 1914, à 23 ans, par l'entremise de son mari, elle devient la toute jeune servante de l'écrivain.
Accompagnant ses horaires étranges, ses lubies vestimentaires, alimentaires et sociales, son épuisement physique, elle lui reste fidèle jusqu'à sa mort, en 1922.
Dans l'après-guerre, Proust vit de plus en plus reclus. À sa manière, Céleste participe, en rédigeant sous sa dictée, en rassemblant et vérifiant ses informations, en assurant une part de ses contacts avec le monde extérieur ou en lui inspirant certains traits de caractère, à l'achèvement de son œuvre romanesque.
À la mort de Proust, Céleste reprend avec son mari la gestion de l'hôtel d'Alsace et Lorraine, situé 14, rue des Canettes, dans le 6e arrondissement de Paris (devenu aujourd'hui l'Hôtel de La Perle), où elle réunit déjà les dimanches un petit cénacle de fidèles de Marcel Proust. Puis elle est chargée, de 1954 à 1970, de la garde du Belvédère, la maison de Maurice Ravel à Montfort-l'Amaury. Elle y reçoit de nombreuses visites d'amis et d'admirateurs de Marcel Proust. Elle est « redécouverte » au début des années 1950, lorsque l'œuvre de Marcel Proust revient dans la lumière après quelques années de « purgatoire ». Elle commence alors à être interviewée à la radio, puis à la télévision. Son mari Odilon décède en novembre 1960.
Les téléspectateurs la découvrent le 11 janvier 1962 à la télévision dans le documentaire Marcel Proust, portrait-souvenir, de Roger Stéphane,. Après sa diffusion, le journal Le Monde écrit : « L'intervention la plus émouvante fut celle de Mme Céleste Albaret. Après quarante ans, celle qui servit fidèlement Proust en parlant de lui le pleurait encore comme un être cher disparu la veille ; et c'est sans doute le plus bel hommage qu'on lui ait rendu ».
À la même époque, elle vend au célèbre libraire et bibliophile Pierre Bérès plusieurs ouvrages que Proust lui avait offerts et qui figurent aujourd'hui parmi les trésors les plus recherchés des bibliophiles français.
En 1972, ayant pris sa retraite à Méré, près de Montfort-l'Amaury, elle se décide enfin à livrer ses souvenirs. Le journaliste Georges Belmont enregistre avec elle 45 heures d'entretien. Ils  en tirent un livre intitulé Monsieur Proust, publié chez Robert Laffont. Les bandes audio ont été données à la Bibliothèque nationale de France et de longs extraits diffusés sur France-Culture en 2019.

Elle y déclare notamment :

« Je l'étais vraiment prisonnière, j'étais prisonnière volontaire, c'est entendu, mais Monsieur évidemment j'étais prisonnière, je ne sortais pas. Je ne faisais que rester à ses ordres et à ses appels. Alors toute la nuit il écrivait, ou il me demandait [...] J'ai vécu avec cet homme avec une intensité de plaisir, de joie, de son charme, de sa conversation, de l'homme extraordinaire qu'il était ; et il a rempli ma vie. »

Traduit en plusieurs langues, Monsieur Proust connaîtra un grand succès public, mais sera mal accueilli en France par certains critiques spécialistes de Marcel Proust, qui lui reprocheront d'avoir exagéré son intimité avec l'auteur, ne pouvant admettre qu'il ait passé tant de temps à se confier à "une servante inculte".
Dans un célèbre passage de Sodome et Gomorrhe, Marcel Proust fait un saisissant portrait de Céleste Albaret et de sa sœur aînée Marie sous les traits des "courrières de Balbec" en citant leurs véritables noms, Céleste et Marie Gineste.
Il a offert à Céleste un poème qui suffirait à lui seul à montrer dans quelle estime il la tenait :

« Grande, fine, belle et maigre,

Tantôt lasse, tantôt allègre,

Charmant les princes comme la pègre,

Lançant à Marcel un mot aigre,

Lui rendant pour le miel le vinaigre,

Spirituelle, agile, intègre,

Telle est la nièce de Nègre. »

Mais le plus bel hommage qu’il lui ait rendu, c’est sans doute cette dédicace qu’il écrivit, en mai 1921, sur le feuillet de garde d’un exemplaire réunissant Le Côté de Guermantes II et Sodome et Gomorrhe I :

« À ma chère Céleste, à ma fidèle amie de huit années, mais en réalité si unie à ma pensée que je dirai plus vrai en l’appelant mon amie de toujours, ne pouvant plus imaginer que je ne l’ai pas toujours connue, connaissant son passé d’enfant gâtée dans ses caprices d’aujourd’hui, à Céleste croix de guerre car elle a supporté gothas et berthas, à Céleste qui a supporté la croix de mon humeur à Céleste croix d’honneur. Son ami Marcel. »

Céleste Albaret décède le 25 avril 1984 des suites d'un œdème pulmonaire à son domicile de Méré (Yvelines).
Elle est enterrée au cimetière de Montfort-l'Amaury aux côtés de son mari et de sa sœur, Marie Gineste, qui fut également pendant quelques années au service de Marcel Proust.

### Prix Céleste Albaret
En 2015, l'Hôtel Littéraire Le Swann et la Librairie Fontaine Haussmann ont créé le Prix Céleste Albaret qui récompense chaque année un livre publié sur Marcel Proust et son œuvre. Le jury est composé d'Antoine Compagnon, Michel Erman, Anne Heilbronn, Laure Hillerin, Jacques Letertre, Jürgen Ritte, Jean-Yves Tadié et le lauréat de l'année précédente.
Lauréats :
- Laure Hillerin a reçu le prix en 2015 pour La Comtesse Greffulhe, l’ombre des Guermantes, aux éditions Flammarion[16]
- Pierre-Yves Leprince en 2016 pour Les nouvelles enquêtes de Monsieur Proust, aux éditions Gallimard[17]
- Philippe Berthier en 2017 pour Charlus, aux éditions Bernard de Fallois[18]
- Evelyne Bloch-Dano en 2018 pour Une jeunesse de Marcel Proust, aux éditions Stock[19],[20]
- Thierry Laget en 2019 pour Proust, prix Goncourt 1919 : une émeute littéraire, aux éditions Gallimard[21]
- 2020 : Jean-Yves Tadié, Marcel Proust ; croquis d'une épopée, aux éditions Gallimard
- 2021 : Stéphane Heuet, Autour de Madame Swann, 2e partie, À l'ombre des jeunes filles en fleurs, aux éditions Delcourt
- 2022 : Mathilde Brézet, Le grand monde de Proust. Dictionnaire des personnages d’À la recherche du temps perdu, aux éditions Grasset
- 2023 : Pedro Corrêa do Lago, Marcel Proust. Une vie de lettres et d’images, aux éditions Gallimard
- 2024 : Aude Terray, La princesse Bibesco, aux éditions Tallandier

### Controverse
Édouard Ravel, qui avait hérité des biens de son frère le compositeur Maurice Ravel, meurt en 1960 au moment où Céleste Albaret est la gardienne de la propriété du Belvédère. Il fait de sa masseuse, Jeanne Taverne, son héritière, mais donne à l'État la maison de Montfort-l'Amaury pour en faire un musée. Il avait auparavant créé une fondation Maurice Ravel pour notamment gérer et conserver les biens de toute nature ayant pu lui appartenir. En 1963, quand l'État prend possession du Belvédère, on constate que toutes les archives et tous les manuscrits de Maurice Ravel ont disparu. Est d'abord soupçonnée Jeanne Taverne, dont le notaire soutient que ces archives lui appartenaient.  De nombreux articles[Lesquels ?] ont été publiés sur ce sujet. Des articles récents[Lesquels ?] ont mis en cause Céleste Albaret ou son entourage en constatant que certains documents seraient réapparus récemment sur le marché, dans des lots où figuraient également des archives personnelles de Céleste. Selon Laure Hillerin, biographe de Céleste Albaret, ces documents se limiteraient à deux photographies, et cette accusation serait injustifiée, compte tenu de ce que l’on sait de la probité de Céleste et de sa fille.

### Dans la fiction
Dans le cinéma, Céleste Albaret figure dans La part Céleste, moyen-métrage de Thibaut Gobry (Zorba Production, 1972) et dans Céleste, long-métrage de Percy Adlon.
Dans la bande dessinée, l'autrice Chloé Cruchaudet la met en scène dans les deux tomes de son ouvrage Céleste sorti en juin 2022 et décembre 2023,.

## Décoration
- Commandeur de l'ordre des Arts et des Lettres (1981)[26].